# بيتر فولكنير
بيتر فولكنير (18 أبريل 1960 في أستراليا - )  (بالإنجليزية: Peter Faulkner)‏ هو لاعب كريكت أسترالي. لعب مع فريق تسمانيا للكريكت.

## وصلات خارجية
- بيتر فولكنير على موقع إي آس بي آن كريك إنفو (الإنجليزية)